# Stud poker
Stud poker je označení pro skupinu pokerových variant, ve kterých je hráčům postupně rozdávána směs karet otočených lícem dolů a lícem nahoru (viditelných pro všechny ostatní). Stud pokerové varianty jsou nepoziční hry, to znamená, že každé kolo sázek může otevírat jiný hráč (například podle nejlepších vyložených karet). Stud poker se obvykle hraje s limitem.

## Průběh hry
Protože je stud poker nepoziční hra, pozice dealera se obvykle losuje pouze v domácích hrách, kde se hráči střídají v míchání. V hernách a turnajích, kde je dealer pevně daný, jsou karty rozdávány vždy od něj po směru hodinových ručiček. Hráči dají do hry předem stanovené ante a jsou jim rozdány první karty (nejčastěji tři, dvě lícem dolů a jedna lícem nahoru). O tom, kdo sází jako první, nejčastěji rozhodují karty hráčů otočené lícem nahoru - např. v 7 card studu je první na řadě hráč s nejnižší otočenou kartou, v razzu hráč s nejvyšší otočenou kartou. První sázející musí dát do hry tzv. bring-in, neboli další povinnou sázku, většinou ve výši šestiny až třetiny nižšího limitu sázek. Po proběhnutí kola sázek jsou hráčům postupně rozdávány další karty (některé lícem dolů, některé lícem nahoru, podle typu hry), přičemž po každém rozdání následuje další kolo sázek (již bez bring-inu). Pokud je po posledním kole sázek ve hře ještě více než jeden hráč, dochází k otočení karet (showdown). Hráč s nejlepší karetní kombinací dle hrané varianty vítězí bank (pot).

## Varianty
Variant stud pokeru je mnoho, zde jsou uvedeny některé nejznámější.

### Seven card stud
Seven card stud začíná rozdáním tří karet, z toho dvou zavřených (lícem dolů) a jedné otevřené (lícem nahoru). Hráč s nejnižší kartou musí dát do hry bring-in. Po prvním kole sázek je rozdána ještě čtvrtá karta (forth street, otevřená), pátá karta (fifth street, otevřená), šestá karta (sixth street, otevřená) a sedmá karta (seventh street, zavřená). Kolo sázek začíná vždy hráč s nejlepší kombinací karet otočených lícem nahoru. Na konci hry pot vyhraje hráč s nejvyšší možnou pokerovou kombinací.

### Razz
Razz je podobný seven card studu s tím rozdílem, že se hráči snaží dosáhnout co nejnižší kombinace (odtud občasný název seven card stud low). Bring-in dává hráč s nejvyšší kartou, v dalších kolech otevírá hráč s nejnižším (tudíž nejlepším) listem. Vítězí hráč s nejnižší možnou kombinací (postupky a flushe se nepočítají, tudíž nejlepší kombinací je A-2-3-4-5).